# Форкола
Фо́ркола (итал. Forcola) — коммуна в Италии, в провинции Сондрио области Ломбардия.
Население составляет 874 человека (2008 г.), плотность населения составляет 58 чел./км². Занимает площадь 15 км². Почтовый индекс — 23010. Телефонный код — 0342.
Покровителем населённого пункта считается святой Иосиф Обручник, празднование 19 марта.

## Демография
Динамика населения: